# 木內梨生奈
木内梨生奈（木内 梨生奈，1994年7月26日—）是日本的艺人。屬於エイベックス・エンタテインメント的一員。
血型是B型。身高142公分。特技是唱歌、跳舞、呼拉圈、跳繩、網球、打鼓等等。喜歡的學科是算數，國語，音樂，體育。討厭的學科則是社會，美工。母親原本是位歌手。有妹妹。曾擔任過許多歌手的伴舞，同時自己也預備成為歌手而參加了許多相關課程，因此具備了出色的歌唱能力與舞蹈的感性。從2005年開始在天才兒童MAX中擔任TV戰士演出中。和同樣是TV戰士的細田羅夢屬於同一個事務所，兩人的感情很好。

## 天才兒童MAX
- TV戰士彼此間稱呼她為。
- 具有魅力的部位是額頭。曾使用魅力部位的額頭搭配的聲音作為話題。
- 以超群的歌唱力在節目的『片尾曲MTK』で活躍中。曾與de・Lencquesaing望・村田Chihiro・橋本甜歌一起組成了Tiny Circus樂團並大為活躍，展現了極大的歌唱能力。在以新人戰士身分登場的時期，就以出色的歌唱能力帶給觀眾們強烈的印象。在2006年度新曲「冬のアゲハ」與細田羅夢搭配二重唱，除了與到目前為止的『MTK』樂曲的風格不同之外，在影片中也有著激烈的舞蹈場面，展現了她本身的光芒。
- 在『這裡是「週刊優克迪爾」編輯部』中，製作她自己想出來的「エクセレント納豆（超棒納豆）」，將納豆，所附醬料加上了植物牛油一起攪拌，把很多人原本不敢吃的納豆變成了受歡迎的料理。
- 與TV戰士裡的木內江莉同姓，但兩人沒有血緣關係。

## 主要演出作品
- NHK教育「天才兒童MAX」（2005年－2008）
- TVK及其他「Channel a」採訪員（2006年－演出中）

## 活動經歴
- EXILE「Choo Choo TRAIN」紅白伴舞
- 島谷ひとみ「YUME日和」伴舞

## 外部連結
- エイベックス・エンタテインメント （页面存档备份，存于）
- avex artist academy （页面存档备份，存于）